# Sella di Rioda
La Sella di Rioda (Rioda in ladino comelicano, Reidis nell'idioma saurano, Ruede in lingua friulana, 1.800 m s.l.m.) è un valico alpino delle Alpi Carniche, tra Veneto (Oltrepiave Cadorino) e Friuli-Venezia Giulia (Carnia occidentale), collegando Vigo di Cadore a Sauris. La Forcella o Passo, si trova in territorio Veneto, in provincia di Belluno, sebbene per poco. La strada che sale al valico dal lato friulano parte da Ampezzo, passando per Sauris, e presenta un dislivello complessivo di quasi 1300 m e forti pendenze nell'ultimo tratto (fino al 18%), mentre sul lato cadorino la salita è più corta e irregolare. Nella vicinanze della sella più in basso verso il versante cadorino è posta anche la Sella di Razzo ed anche più a nord la Forcella Lavardet, sempre ai confini con l'Oltrepiave Cadorino. Nel 2014 ha visto il passaggio del Giro d'Italia 2014 nella tappa Maniago-Monte Zoncolan, passata precedentemente per il Passo del Pura.